# Corydalis hendersonii
Corydalis hendersonii är en vallmoväxtart som beskrevs av William Botting Hemsley. Corydalis hendersonii ingår i släktet nunneörter, och familjen vallmoväxter. Utöver nominatformen finns också underarten C. h. alto-cristata.